# Rösslitram
Rösslitram ist die schweizerdeutsche Bezeichnung für eine Pferdestrassenbahn oder einen Pferdeomnibus. Das Wort Rössli ist die verniedlichte Form des schweizerdeutschen Wortes Ross, das für Pferd verwendet wird.

## Geschichte
In den acht Schweizer Städten Basel, Bern, Biel, Genf, Luzern, Neuenburg, Winterthur und Zürich verkehrten Rösslitrams als städtische Nahverkehrsmittel. Die ältesten Betriebe waren die 1862 in Genf eröffnete Strassenbahn, gefolgt von der Strassenbahn in Biel 1877 – der zweiten Strassenbahn in der Schweiz. In Zürich gab es ab 1865 einen Pferdeomnibusbetrieb, der 1882 von einem Pferdetram abgelöst wurde. Ab 1871 verkehrten in Bern als Tram-Omnibus bezeichnete Pferdeomnibuslinien, 1881 folgten solche auch in Basel und 1885 in Winterthur. Die Pferdestrassenbahnen in Neuenburg und Luzern waren Notbetriebe, die nur kurze Zeit bestanden.
In Davos und Mürren verkehrten Rösslitrams als touristisch orientierte Betriebe. Das Rösslitram in Davos war ein Kutschenservice, der ab 1883 verkehrte und im Winter als Pferdeschlitten betrieben wurde. Das Rösslitram in Mürren war eine Pferdebahn, die als Hotelzubringer diente und ab 1893 verkehrte.
Im Knies Kinderzoo in Rapperswil SG ist seit dessen Gründung 1962 für die Zoo-Besucher eine Pferdestrassenbahnrundstrecke in Betrieb.

## Pferdestrassenbahn

### Biel
Am 17. September 1875 erhielt die Compagnie des Tramways de Genève die eidgenössische Ermächtigung zum Bau einer Pferdebahn in Biel. Die Gesellschaft änderte deshalb den Namen ihrer Firma und hiess nun Compagnie générale des Tramways suisse. Der Betrieb wurde am 8. August 1877 auf der Strecke von Bözingen nach Nidau aufgenommen, und das normalspurige Gleis entsprach dem Genfer Vorbild. Die Wagen besassen einen Mitteleinstieg mit zwölf Sitzplätzen entlang den Wänden und genügend Stehplätzen im Mittelgang. Man verzichtete auf Sitzplätze auf dem Dach, die Wagen waren leichter gebaut als die Genfer Wagen und konnten auch einspännig geführt werden. Die Tramways de Bienne besass zehn Wagen und betrieb einen Fahrplan mit Halbstundenbetrieb. 1902 trat ein elektrisches Tram an ihre Stelle.

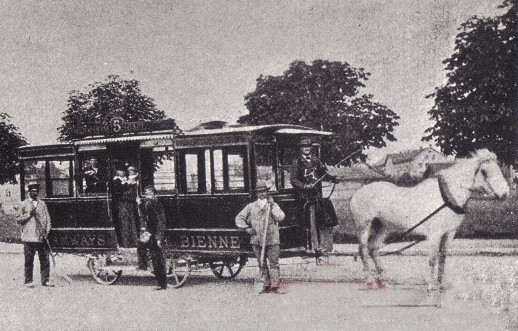
Wagen Nr. 5
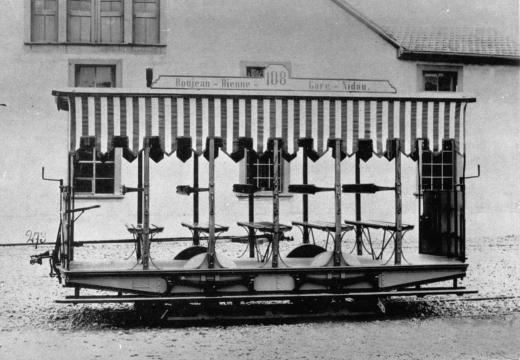
Sommerwagen Nr. 108

### Genf
Das erste schienengebundene Rösslitram der Schweiz verkehrte ab 19. Juni 1862 in Genf. Diese 2,85 km lange Pferdestrassenbahn führte wie die Linie von Paris nicht durch das eigentliche Stadtzentrum, sondern verband die Vorstadt Carouge mit der Place Neuve am Rand der Innenstadt. Es war eine normalspurige Bahn mit einer Ausweiche in der Streckenmitte, und je zwei Vignolschienen waren dicht nebeneinandergelegt und ins Strassenpflaster eingelassen. Die Wagen der ersten Schweizer Strassenbahn waren verhältnismässig schwer und mussten deshalb von zwei Pferden gezogen werden, sie boten im Passagierraum auf Längsbänken 14 Sitzplätze und auf dem Dach auf einer zentralen Doppelbank nochmals 12 Sitzplätze. Da die Fahrzeuge symmetrisch gebaut waren, mussten die Pferde an den Endstationen bloss umgespannt werden, ohne dass Drehscheiben nötig gewesen wären.
1864 folgte eine zweite Linie zwischen Cours de Rive und dem Temple de Chêne-Bougeries. 1875 verschmolzen die beiden selbständigen Linien zur Compagnie des Tramways de Genève, und 1876 konnte endlich die Verbindung der beiden Strecken durchs Stadtzentrum hindurch realisiert werden. Im September 1876 kam noch eine dritte Pferdelinie in Betrieb, von Molard zum Genfer Bahnhof Cornavin, welche bis zum Übergang auf den schmalspurigen elektrischen Betrieb im Jahr 1902 beim Pferdebetrieb blieb.

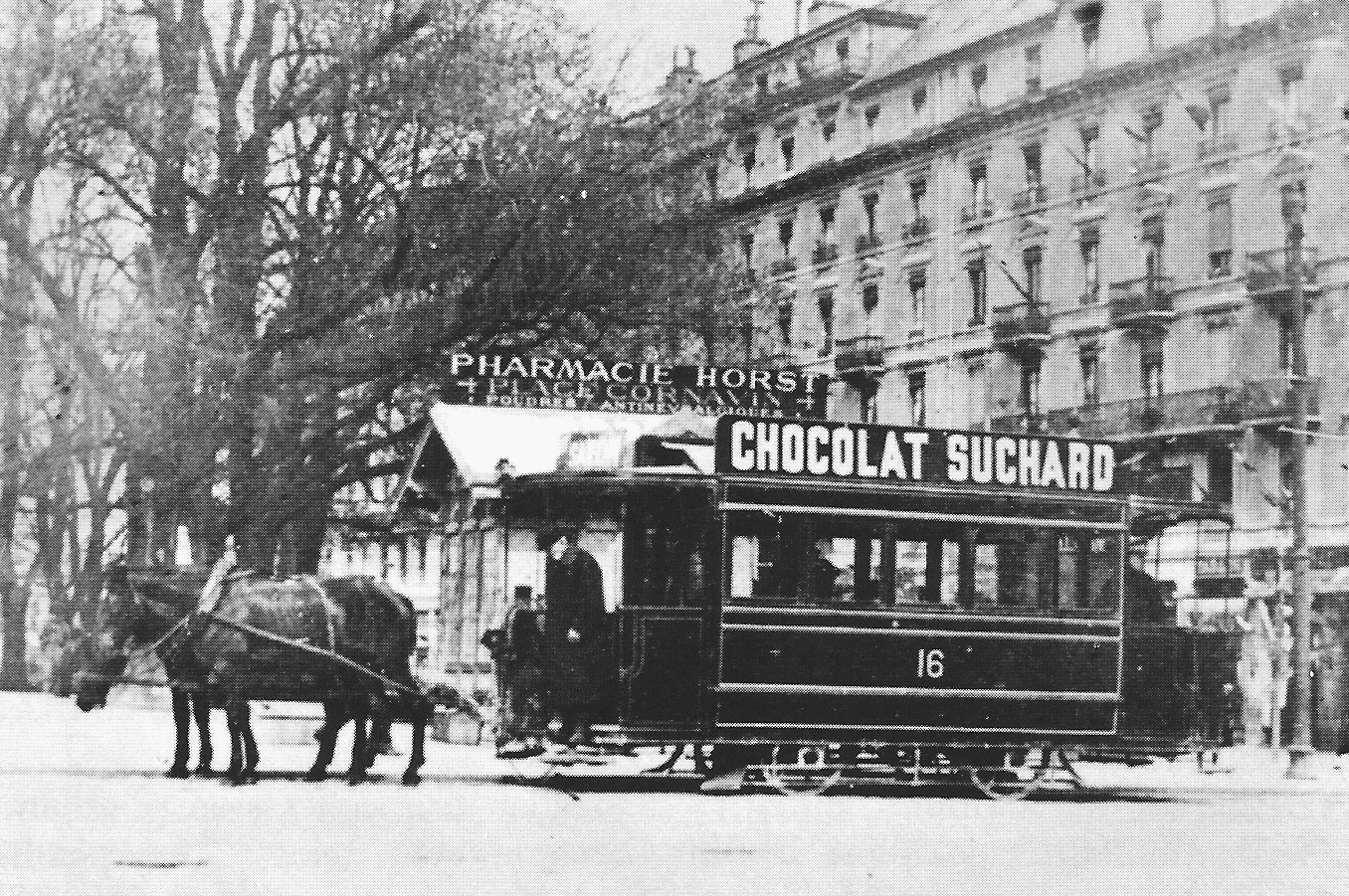
Wagen Nr. 16 in Cornavin
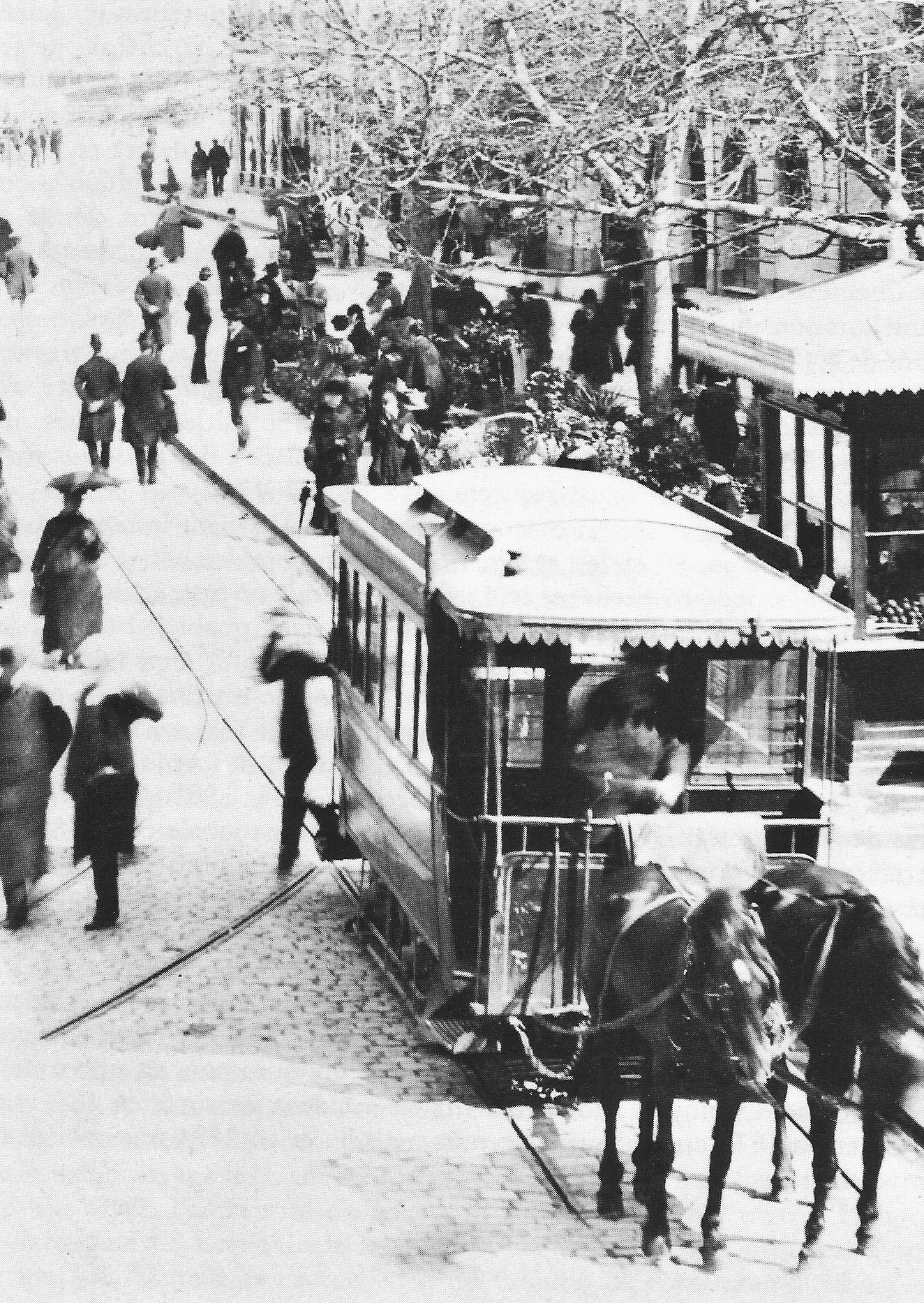
Place du Molard ca. 1880

### Luzern
Nur kurze Zeit verkehrte in Luzern ein Rösslitram, und zwar im Juni 1910 anlässlich der grossen Seeüberschwemmung. Es wurde ein provisorischer Rösslitrambetrieb mit den Anhängern 50 und 51 der elektrischen Luzerner Trambahn über den Schweizerhofquai eingerichtet.

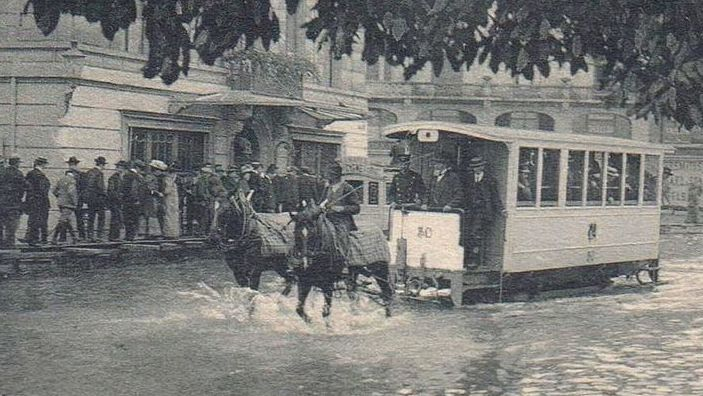
Rösslitram während der Überschwemmung von 1910, Aufnahme von Synnberg & Pfyffer

### Mürren
Mit der Eröffnung der Bergbahn Lauterbrunnen–Mürren (BLM) im Jahre 1891 wurde die Anreise von Touristen nach Mürren erleichtert. Der Hotelier Sterchi des Kurhauses Grand Hotel des Alpes liess 1893 eine 455 m lange Pferderollbahn von seinem Hotel zum Bahnhof in Mürren erstellen. Die Anlage wurde von der Firma Oehler aus Wildegg erstellt, die später zu einem namhaften Seilbahn- und Skiliftlieferanten wurde. Kurz nach Eröffnung musste der Betrieb der Tramway Mürren wieder eingestellt werden, weil Sterchi es versäumt hatte, ein Konzessionsgesuch beim Bundesrat zu stellen. Die Betriebsbewilligung für die Bahn mit 50 cm Spurweite traf am 13. April 1894 doch noch ein, sodass der Betrieb wieder aufgenommen werden konnte. Zwischen 1914 und 1923 verkehrte das Rösslitram nicht mehr, weil die Touristen wegen des Ersten Weltkrieges ausblieben. Die Weltwirtschaftskrise war das Ende der Pferderollbahn. Der Verbleib der beiden Gepäckwagen ist unbekannt, aber ein Personenwagen ist noch erhalten geblieben und ist im Bahnhofsgebäude der BLM ausgestellt.

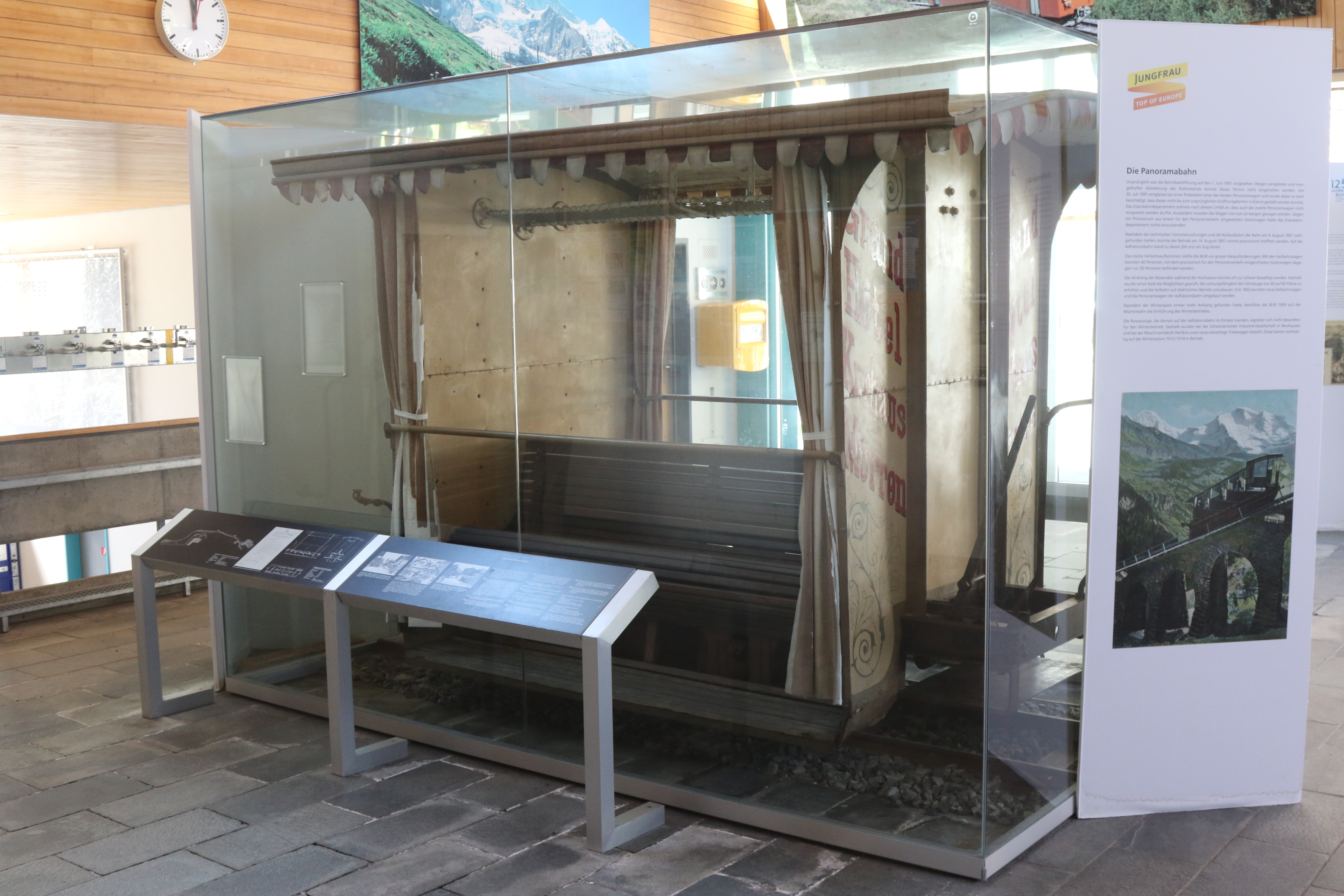
Wagen der Tramway Mürren

### Neuenburg
Bei der Strassenbahn Neuenburg verkehrte ab 1894 ein Rösslitram. Die 1893 eröffnete meterspurige Strecke Neuenburg–Saint-Blaise sollte mit Gasmotorwagen betrieben werden. Wegen technischer Mängel an den Fahrzeugen musste 1894 zum Pferdebetrieb gewechselt werden. Die Gesellschaft beschaffte sechs kleine leichte Wagen, die als Einspänner betrieben wurden. Dieser Notbetrieb dauerte bis 1897 und wurde darauf von einer elektrischen Strassenbahn abgelöst. Ein Anhänger ist im Musée des transports urbains, interurbains et ruraux in der Nähe von Paris erhalten.

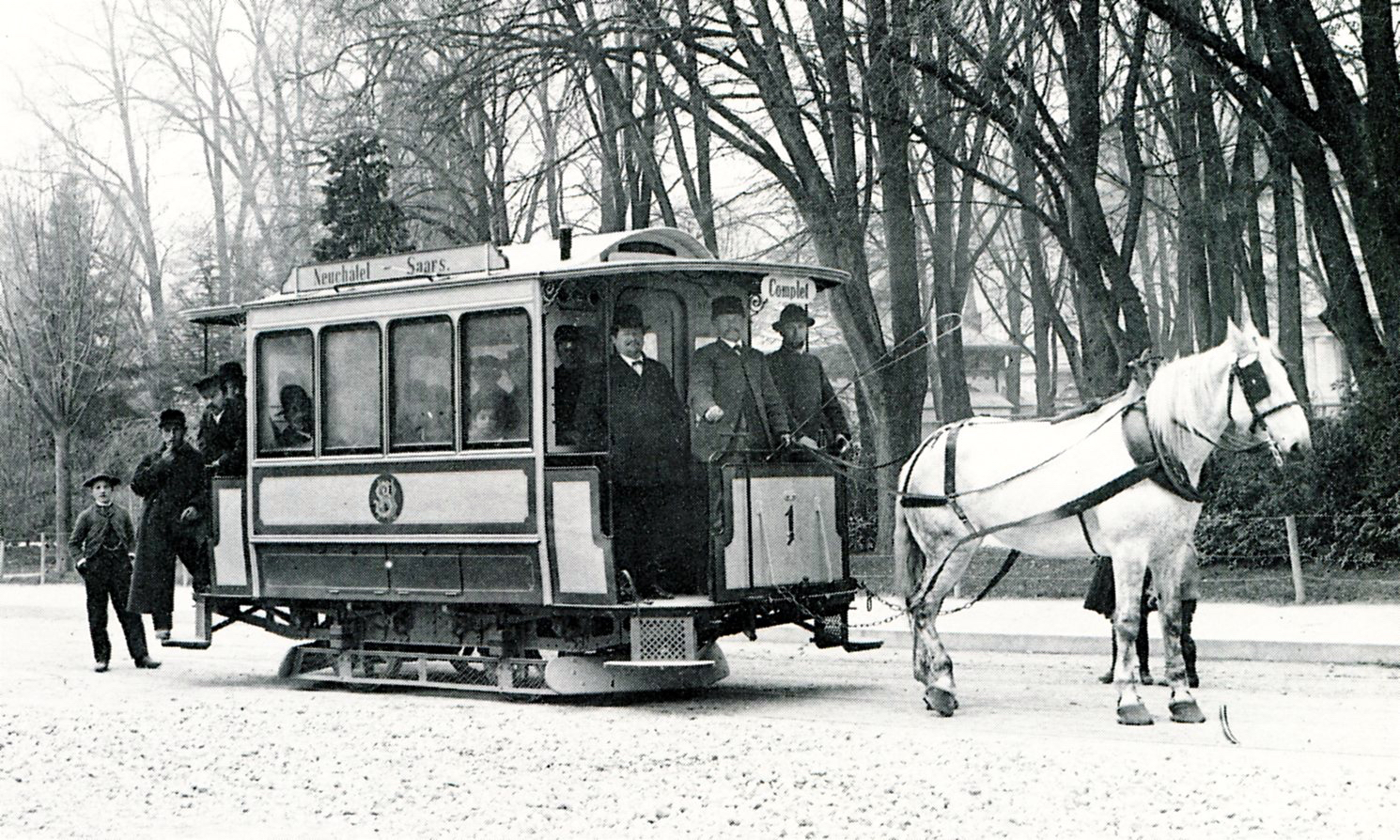
Rösslitram 1894
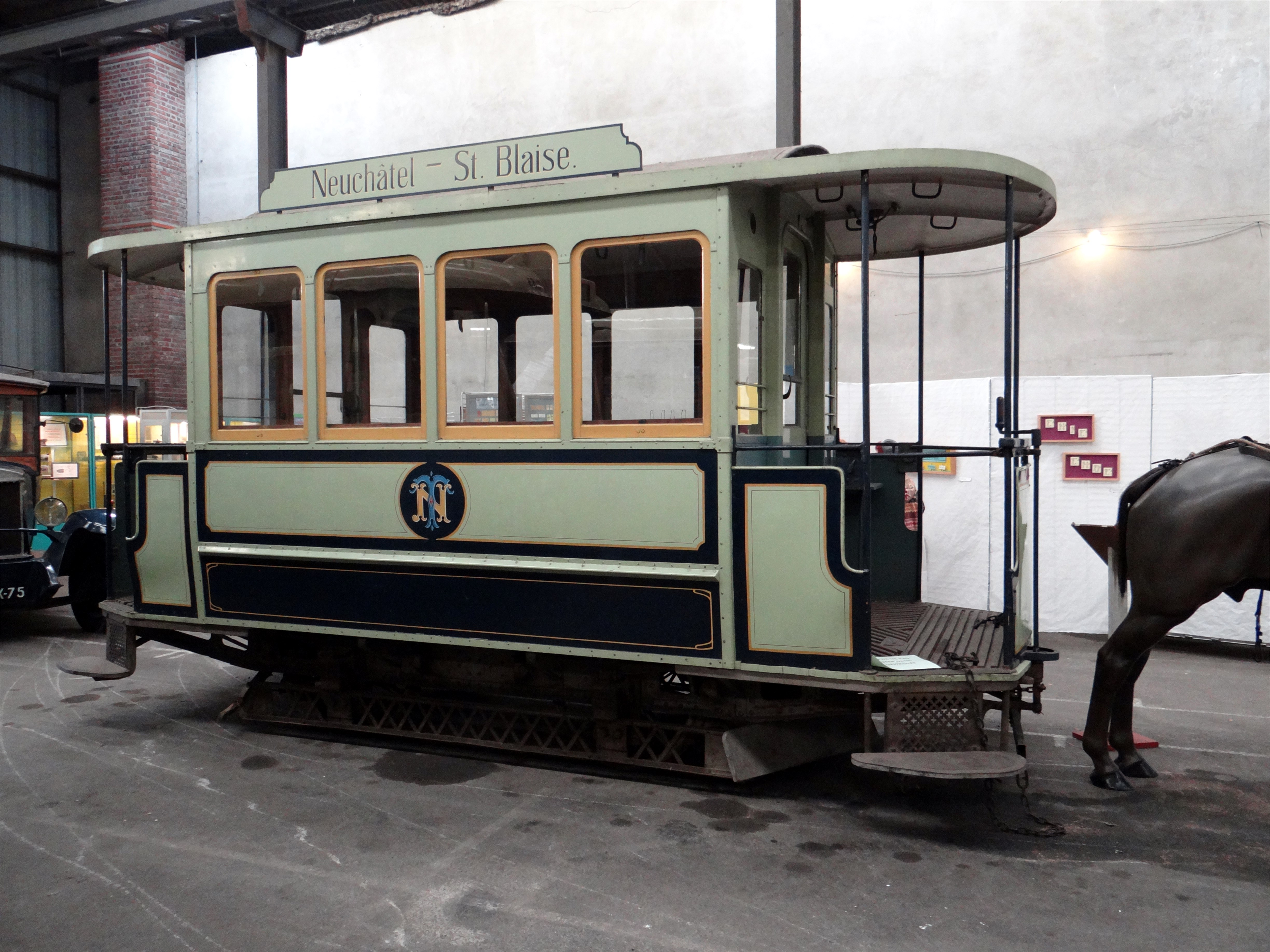
Erhaltener Anhänger im Musée des transports urbains, interurbains et ruraux in Chelles, Frankreich

### Zürich
In der Stadt Zürich war es die Stadtbehörde selber, die den Bau eines Netzes an die Hand nahm. Mit den damals noch selbständigen Nachbargemeinden Riesbach, Enge und Aussersihl wurde ein Zweckverband gegründet, und im September 1882 nahmen die normalspurigen Pferdebahnlinien Tiefenbrunnen–Nordostbahnhof–Paradeplatz–Enge und Helmhaus–Paradeplatz–Aussersihl den Betrieb auf.
Das Zürcher Rösslitram besass leichte Wagen und wurde nur von einem Pferd gezogen. Im Innenraum der Wagen fanden auf Längsbänken 12 Personen Platz, Stehplätze gab es auch auf den Plattformen an den Wagenenden. Die Pferdebahnlinien waren einspurig angelegt und hatten Ausweichstellen zum Kreuzen der Züge. 1900 wurden die normalspurigen Linien auf Meterspur umgebaut und elektrifiziert.

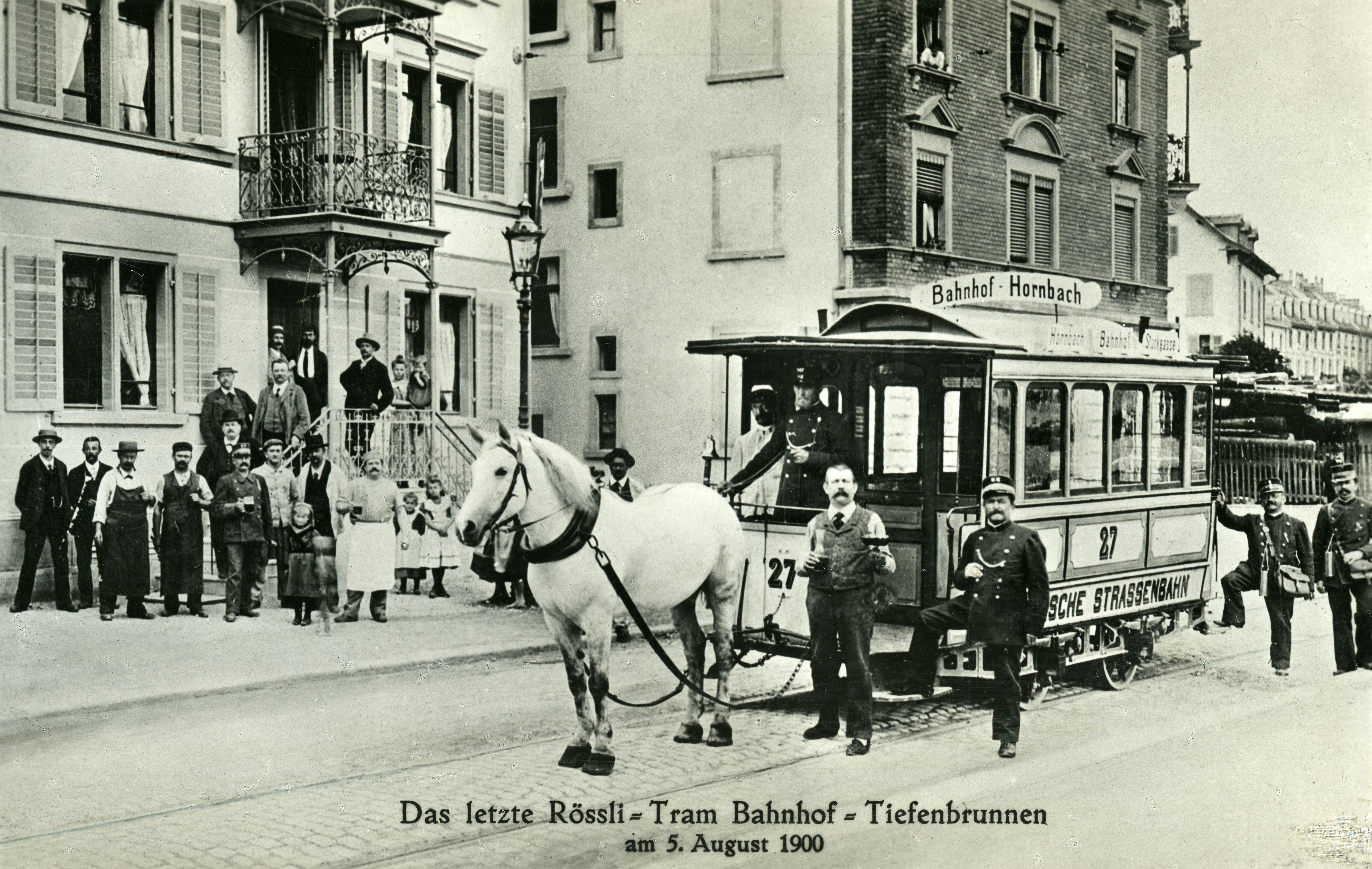
Das letzte Rösslitram in Zürich am 5. August 1900 vor dem Restaurant «Friedensburg» im Seefeld
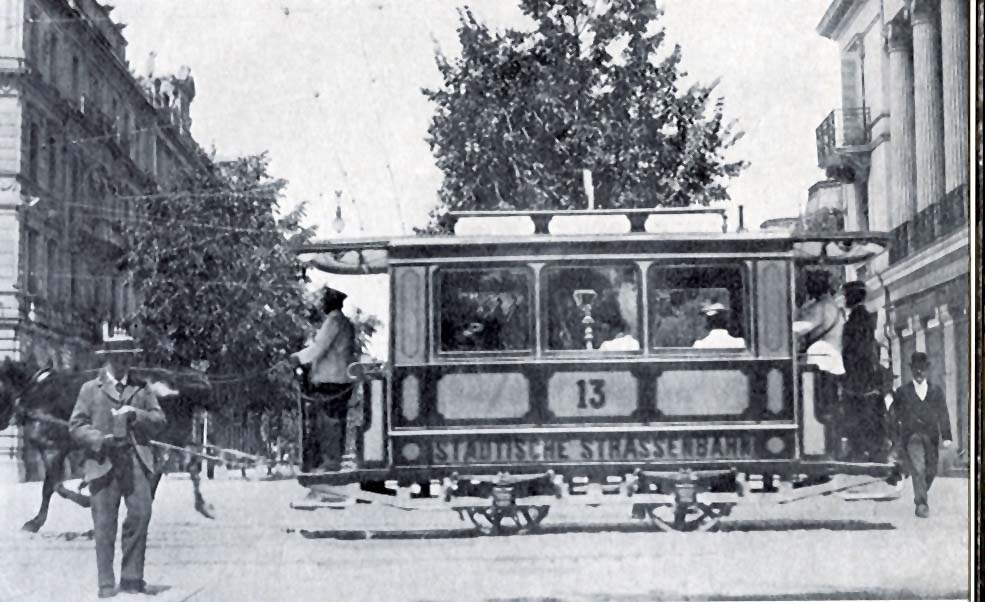
Das Rösslitram No. 13 überquert den Zürcher Paradeplatz, Ende des 19. Jahrhunderts
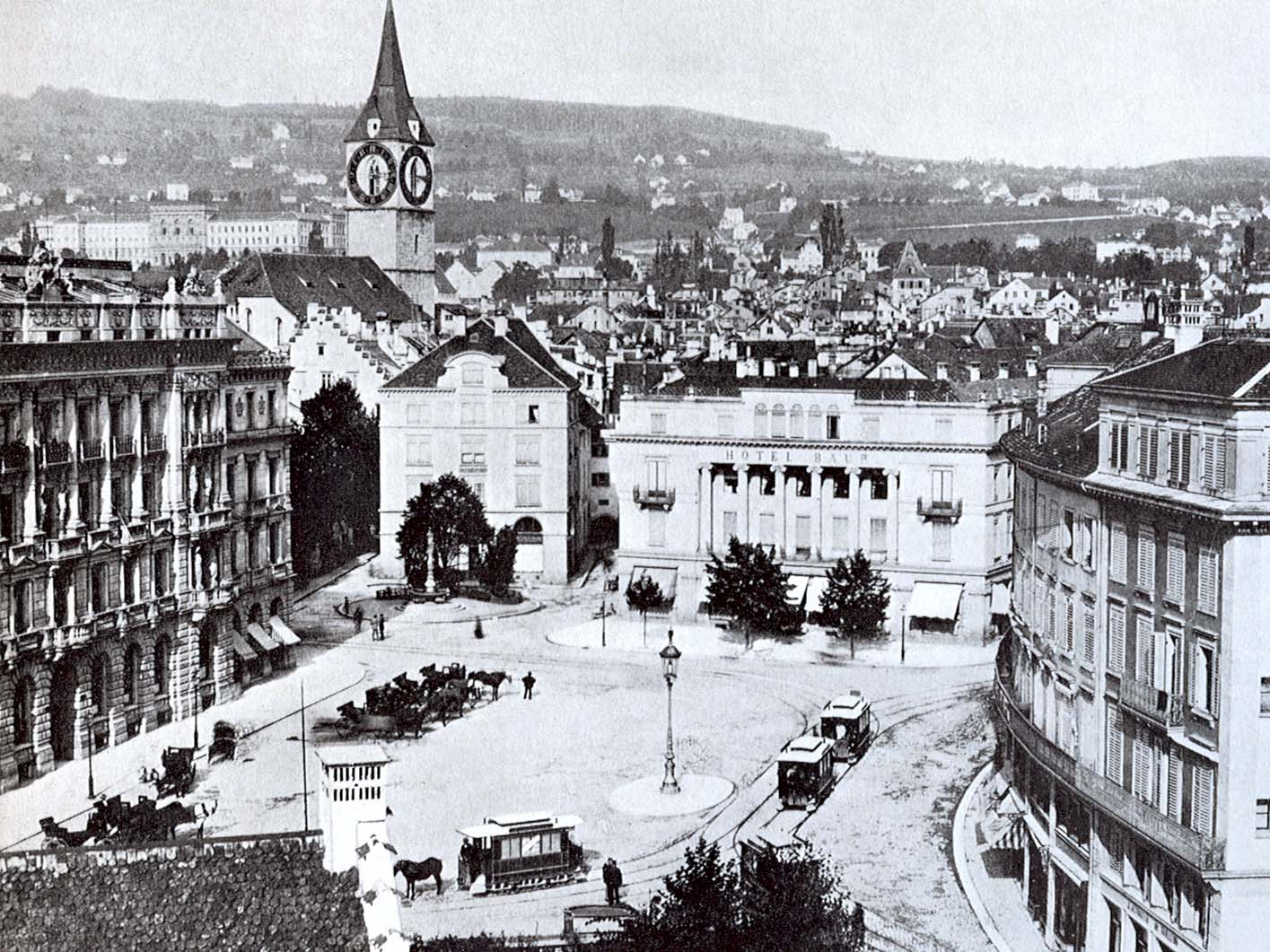
Der Zürcher Paradeplatz Ende der 1880er Jahre mit Rösslitrams und Droschken
- Karte der Tramlinien 1892, Rösslitram blau, projektierte Linien für Elektro- oder Dampftraktion rot

## Pferdeomnibus

### Basel
Das ab dem 1. Juli 1881 in Basel verkehrende Rösslitram war ein Pferdeomnibus und wurde auch als Stadtomnibus und Tramomnibus bezeichnet. Die Linie war ein Privatunternehmen der Basler Fuhrhalterei Settelen und besass eine Genehmigung oder Konzession der Regierung des Kantons Basel-Stadt. Am Anfang standen sechs Wagen zur Verfügung, die alle doppelspännig zwischen dem Badischen Bahnhof und dem Centralbahnhof verkehrten. Die Wagen mit den ungeraden Nummern 1, 3 und 5 trugen über dem vorderen Dachrand eine runde Tafel mit aufgemaltem F und verkehrten via «Freie Strasse» (Badischer Bahnhof–Clarastrasse–alte Rheinbrücke–Eisengasse–Marktplatz–Freie Strasse–Aeschenvorstadt–Aeschengraben–Centralbahnhof), und die Wagen mit den geraden Nummern 2, 4 und 6 trugen ein Schild mit der Bezeichnung G, was via Gerbergasse bedeutete (Badischer Bahnhof–Clarastrasse–alte Rheinbrücke–Eisengasse–Marktplatz–Gerbergasse–Barfüsserplatz–Steinenberg–Elisabethenstrasse–Centralbahnhof).
Im oberen Teil der Freien Strasse und am Steinenberg mussten die Fuhrleute den Wagen ein drittes Pferd vorspannen. Die Vorspannpferde waren dermassen an ihre tägliche Arbeit gewöhnt, dass sie jeweils ohne Begleitung an ihren Ausgangsort zurückgingen und dort ruhig die Ankunft des nachfolgenden Wagens abwarteten.
In den ersten Jahren standen die Wagen von morgens sieben Uhr bis abends acht Uhr mit einem 10-minütigen Abstand/Takt in Betrieb, und die Fahrt dauerte 25 bis 30 Minuten. Die Wagen wurden vom Fuhrmann und dem Kondukteur bedient und auf Verlangen und besonders beim Ein- und Aussteigen von Frauen, älteren Männern und Kindern hatte der Kutscher sein Fahrzeug anzuhalten. Die Rösslitrams konnten 24 Personen aufnehmen, und die Fahrt von Bahnhof zu Bahnhof kostete 30 Rappen und für kürzere Strecken 10 oder 20 Rappen, wofür sie vom Kondukteur ein Billett erhielten.
Schon im Jahr 1881 erweiterte die Fuhrhalterei ihr Streckennetz und bediente ab dem Stadtkasino das Milchhäuslein an der Missionsstrasse, die beiden Linien fuhren ab der Schifflände zum St. Johanns-Tor, erwiesen sich aber als unrentabel und wurden 1882 bzw. 1883 eingestellt.
Der Stadtomnibus arbeitete 1883 mit acht, 1891 mit zehn Wagen und blieb bis im Jahre 1895 erhalten. Am 6. Mai 1895 schlug seine letzte Stunde, als die Basler Strassenbahn, nun auf Schienen und mit zwölf elektrischen Motorwagen, ihren Betrieb aufnahm.

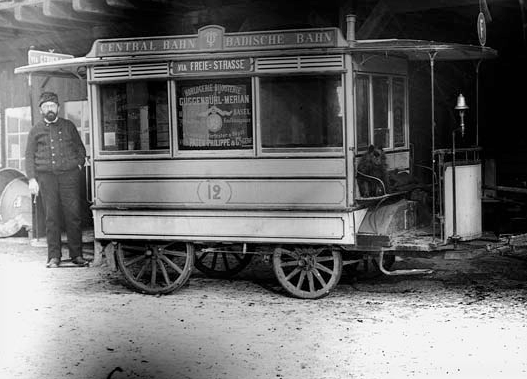
Pferdeomnibus-Wagen Nr. 12 etwa 1883
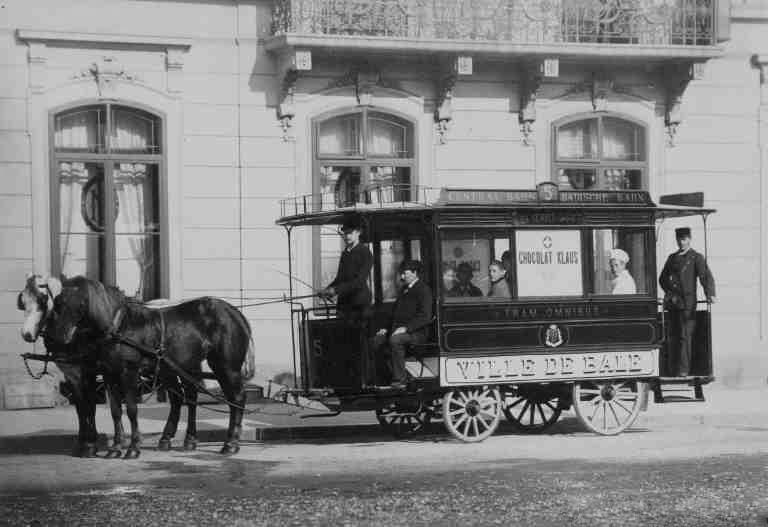
Pferdeomnibus am Centralbahnplatz
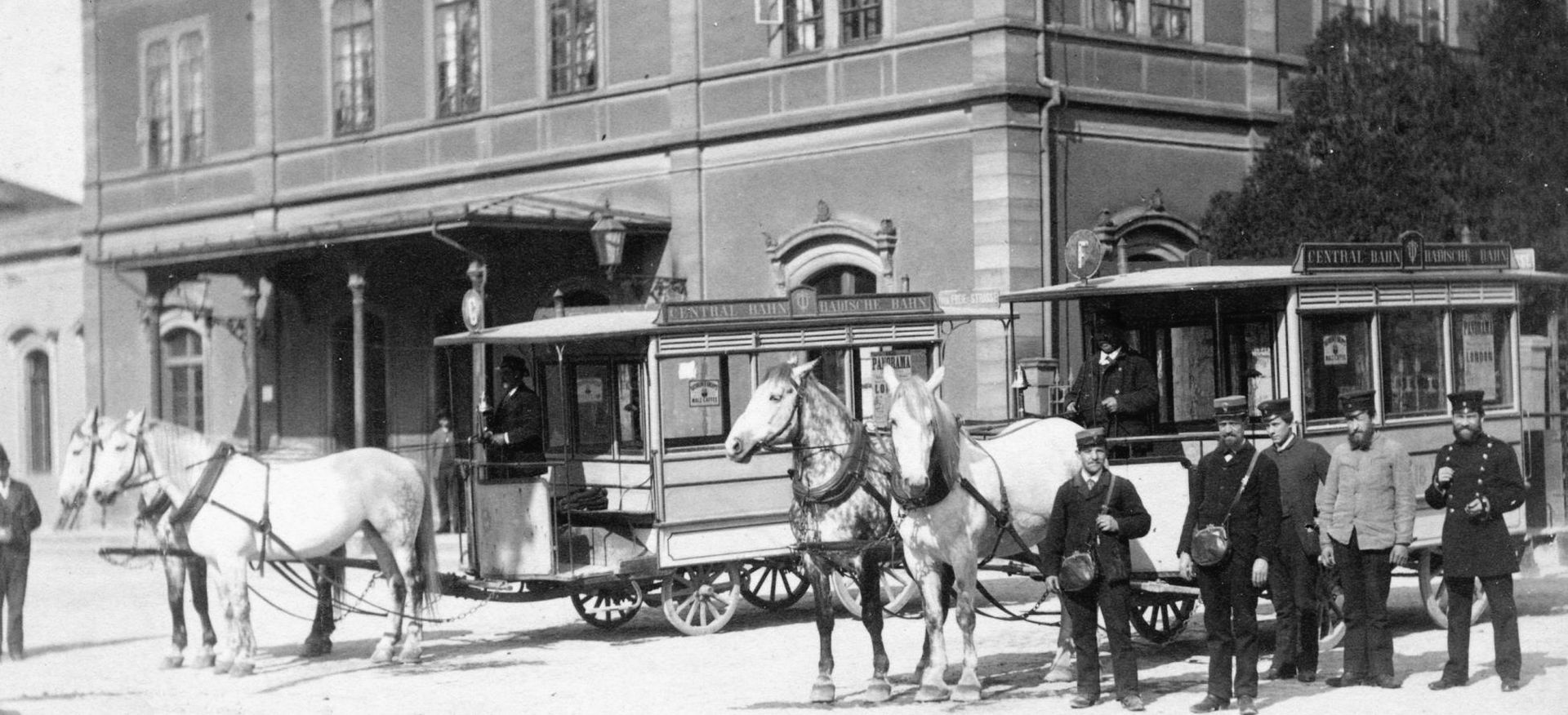
Roesslitrams vor dem Badischen Bahnhof in den 1890er-Jahren

### Bern
1871 wurden in Bern die ersten Pferde-Omnibuslinien vom Bärengraben zur Linde (Kreuzung beim heutigen Inselspital) und von Bern nach Muri bei Bern durch Fuhrhalter Benteli in Betrieb genommen. 1879 erfolgte der regelmässige Betrieb auf der Linie Bärengraben – Mattenhof – Wabern. Die Pferde-Omnibuslinie Bärengraben – Bahnhof – Friedhof (Bremgartenfriedhof), welche Fuhrhalter Bietenhard ab 1885 betrieb, musste 1889 mangels Fahrgästen wieder eingestellt werden.

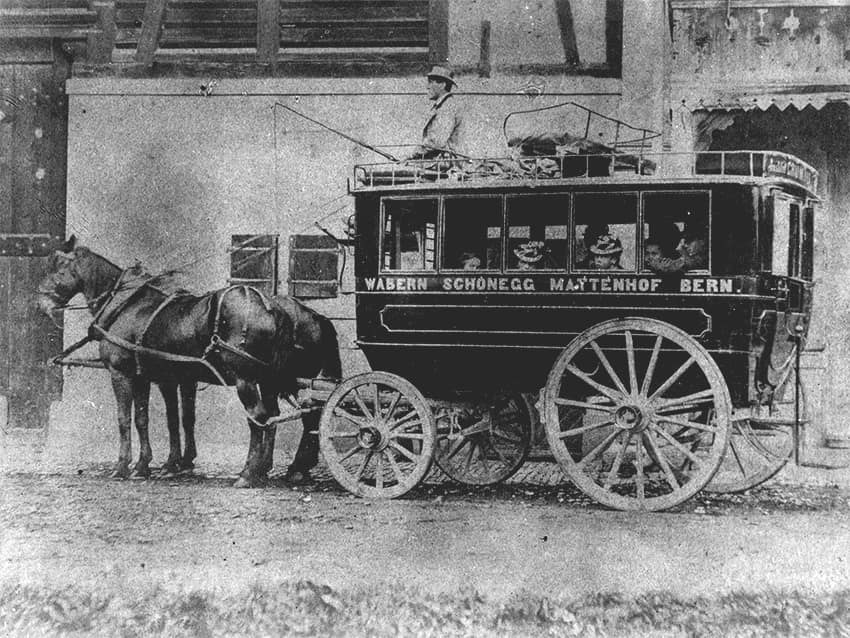
Pferdeomnibus nach Wabern 1885

### Davos
Das Rösslitram von Davos war ein Kutschenservice, der im Auftrag des holländischen Hoteliers und Bahnpioniers Willem Jan Holsboer zwischen Davos Platz und Dorf (Dörfli) verkehrte. Es war der Vorläufer der heutigen Verkehrsbetriebe der Landschaft Davos Gemeinde. Das Rösslitram brachte die Gäste der verschiedenen Hotels zu Holsboers Konversationshaus im heutigen Hotel «Europe» und wieder zurück nach Hause.
Am 25. Januar 1883 nahm das Rösslitram seinen Betrieb auf. Der Fahrpreis für eine einfache Fahrt betrug 40 Rappen. Anfangs sorgte das Gefährt für grosses Aufsehen. Es wurde deshalb auch scherzhaft «Fliegender Holländer» oder «Arche Noah» genannt. Der geräumige und fensterreiche Wagenkasten ruhte auf Kufen und wurde von vier Pferden gezogen. Der Innenraum war mit zwei langen Sitzreihen auf vierzehn Personen ausgelegt.

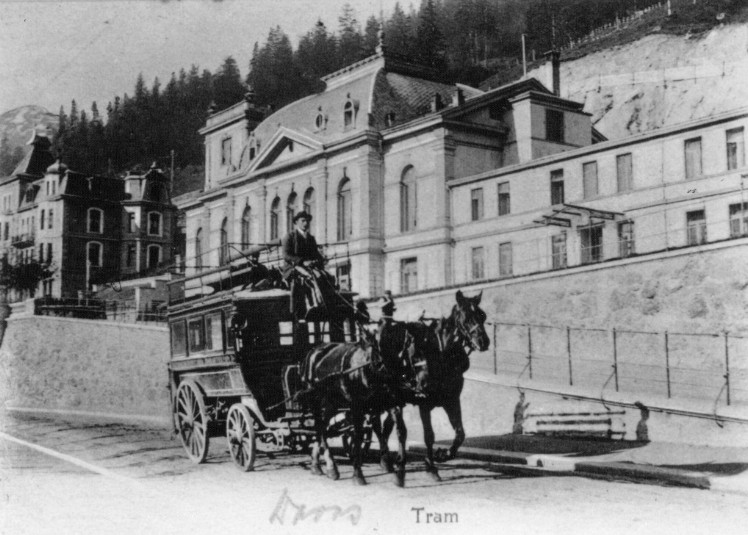
Rösslitram vor dem Bélvèdere
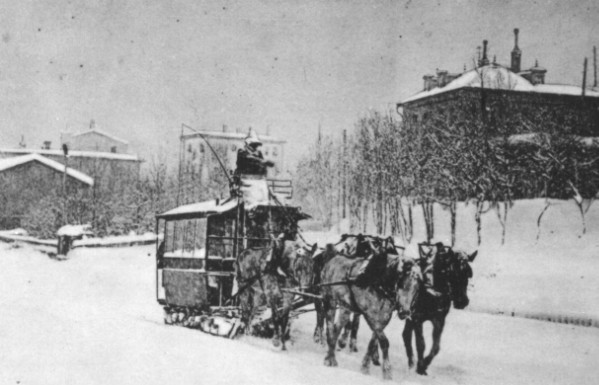
Rösslitram-Schlitten in Davos
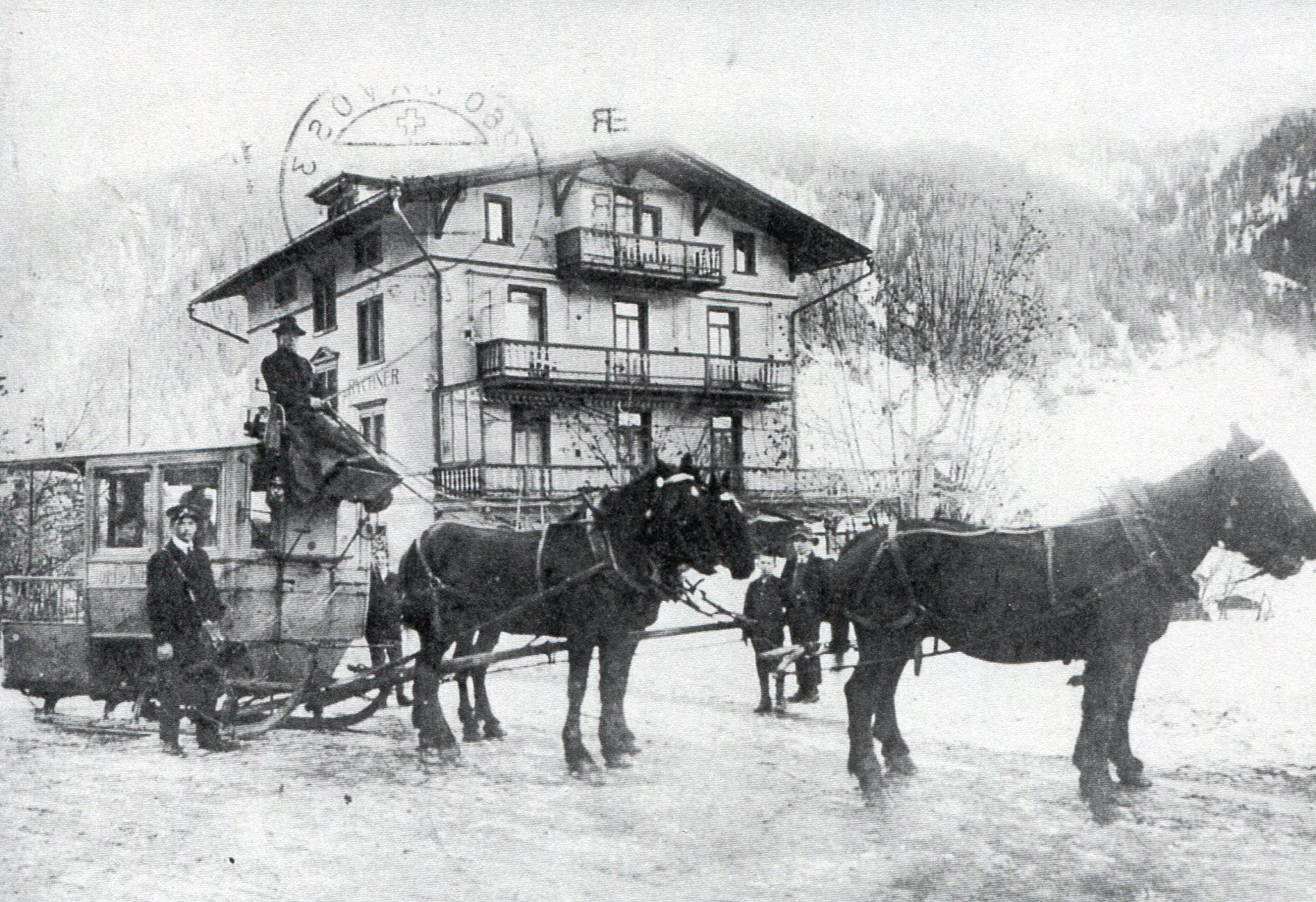
Winterrösslitram

### Winterthur
In Winterthur gab es zwei Jahre lang Pferdeomnibusse der Tram-Omnibus-Genossenschaft Winterthur. Die vier Wagen waren in der alten Reitschule abgestellt, als Stall für die 24 Pferde und Depot für die Wagen diente die alte Kaserne. Am 1. Juli 1885 eröffnete die Tram-Omnibus-Genossenschaft Winterthur ihre erste Pferdeomnibus-Linie. Weitere Linien folgten, wurden aber bis spätestens 1887 wieder geschlossen. 1898 wurde von der Firma Rieter nach Töss die erste elektrische Linie der Strassenbahn Winterthur eröffnet.

### Zürich
In Zürich gab ab 1865 einen Pferdeomnibusbetrieb, der zwischen Tiefenbrunnen und Hauptbahnhof verkehrte. Der Dienst verkehrte bis 1877. Eine weitere Pferdeomnibuslinie wurde 1875 geplant. Sie sollte Zürich über Waid nach Höngg geplant. Das Projekt kam nicht zu Stande, die Verkehrsaufgabe wurde von der 1898 eröffneten Elektrischen Strassenbahn Zürich übernommen.

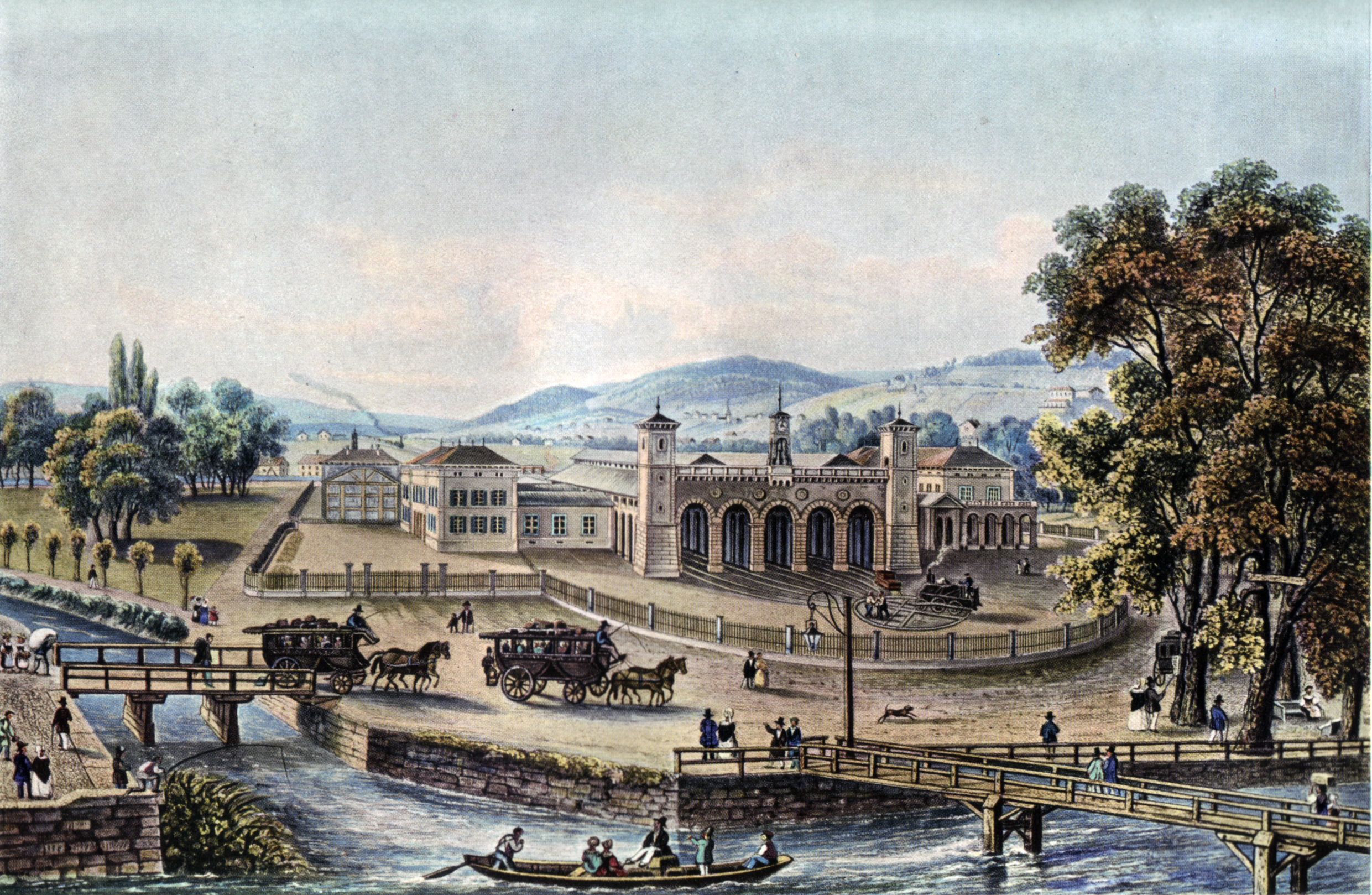
Pferdeomnibusse vor dem Hauptbahnhof